# Murat Boz
Murat Boz (ur. 7 marca 1980 w Ereğli) – turecki piosenkarz, autor tekstów, kompozytor i producent. Uczęszczał do İstanbul Bilgi Üniversitesi oraz İstanbul Teknik Üniversitesi. Karierę zaczynał śpiewając u Tarkana. Od 2011 r. juror w O Ses Türkiye (The Voice of Turkey). Występuje również w reklamach. Obecnie mieszka w Stambule.

## Życiorys
Ukończył szkołę podstawową i średnią w Karadeniz Eregli, a następnie w 1995–1996 uczęszczał do szkoły sztuki w Stambule. W 1999 r. ukończył İstanbul Bilgi Üniversitesi .

## Kariera
Murat Boz wydał swój pierwszy singiel – Askı Bulamam Ben (Nie mogę znaleźć miłości) w lecie 2006 roku. W 2007 roku wydał swój drugi singiel który był na # 1 miejscu w tureckim Billboard.
W 2008 r. Murat wydał swój trzeci singiel, Uçurum.

## Dyskografia

### Albumy
- "Maximum" (2007)
- "Şans" (2009)
- "Aşklarım Büyük Benden" (2011)
- "Janti" (2016)

### Single
- "Aşkı Bulamam Ben"
- "Maximum"
- "Püf"
- "Uçurum
- "Ben Aslında"
- "Para Yok"
- "Özledim"

### Video klipy
- Aşkı Bulamam Ben
- Maximum
- Püf
- Uçurum
- Para Yok

## Pozycje
| Aşkı Bulamam Ben | "Aşkı Bulamam Ben" | 13 | —  |
| Maximum          | "Maximum"          | 1  | 99 |
| Maximum          | "Püf"              | 7  | —  |
| Uçurum           | "Uçurum"           | 5  | —  |
| Uçurum           | "Ben Aslında"      | 16 | —  |
| Şans             | "Para Yok"         | 5  | —  |
| Şans             | "Özledim"          | 3  | —  |
| Şans             | "Her Şeyi Yak"     | 10 | —  |
| Şans             | "Sallana Sallana"  | 4  | —  |
| Şans             | "Gümbür Gümbür"    | —  | —  |